# 76 Freia
76 Freia è un asteroide della fascia principale del diametro medio di circa 183,7 km. Scoperto nel 1862, presenta un'orbita caratterizzata da un semiasse maggiore pari a 3,4146948 au e da un'eccentricità di 0,1662011, inclinata di 2,12143° rispetto all'eclittica.
Questo oggetto descrive un'orbita intorno al Sole piuttosto eccentrica e situata nella parte esterna della Fascia principale, al di là della maggior parte degli asteroidi; per questo è classificato come uno dei corpi celesti appartenenti alla famiglia di asteroidi Cibele. Possiede una superficie estremamente scura e ha probabilmente una composizione superficiale molto primitiva.
L'asteroide è dedicato a Freia, dea della mitologia norrena.